# Inmigración europea en Nueva Zelanda
La inmigración europea en Nueva Zelanda ha sido históricamente la más numerosa en el país. La mayoría de los neozelandeses de origen europeo son de ascendencia británica e irlandesa, con porcentajes menores de otras ascendencias europeas, como los croatas, alemanes, polacos, franceses, neerlandeses, griegos, nórdicos y eslavos del sur.

## Denominación
El término en inglés para referirse a la población neozelandesa de origen europeo es European New Zealander, que en español significa «neozelandés de origen europeo», o «euro-neozelandés».
Por otro lado, en maorí, el término que se utiliza para describir a esta población es «pākehā». El término pākehā, cuya etimología no es del todo clara, se utiliza a menudo como sinónimo de neozelandeses de origen europeo. Los neozelandeses que consideran el término "europeo" como anacrónico e inadecuado a menudo prefieren pākehā, sintiendo que esto describe mejor su identidad étnica y cultural.